# Xiangqi
O xiangqi (em chinês:  象棋, transl. xiàngqí), xadrez chinês, ou xadrez-elefante é um jogo de estratégia jogado em um tabuleiro com nove linhas de largura por dez de comprimento. É um passatempo comum tanto na China quanto no Vietname.
O jogo é uma simulação de uma batalha entre dois exércitos, cujo objetivo é capturar o rei (general) do adversário. Um jogo de xiangqi apresenta várias particularidades entre qualquer variante de xadrez: existência de uma peça chamada canhão - que para capturar precisa pular outra peça -, uma regra que proíbe que os generais avistem um ao outro (na mesma linha sem qualquer peça no meio do caminho), áreas especiais no tabuleiro (rio e palácio), restrição no movimento de algumas peças de acordo com zonas do tabuleiro; e o posicionamento das peças nas interseções das linhas ao invés de coloca-las no centro das casas. 

## Introdução

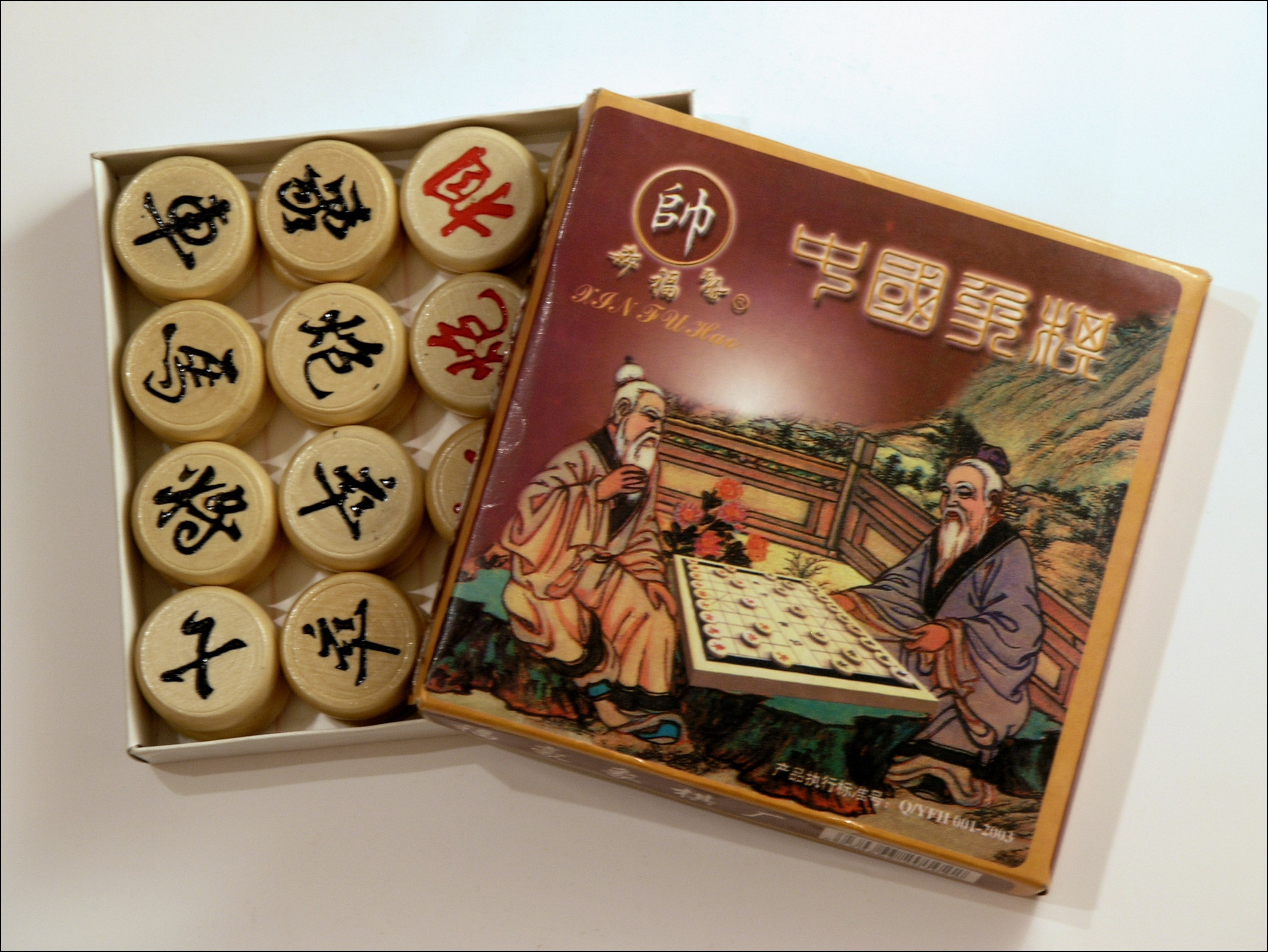
Set de xiangqi

Ao contrário do ocidente que possui diversas variantes de xadrez não regionalizadas, no oriente cada país tem seu jogo de xadrez nacional com suas regras e peças próprias. Shogi no Japão, janggi na Coreia, Makruk na Tailândia, Sittuyin em Myanmar, etc.
O xiangqi joga-se mais depressa que o xadrez ocidental, porque a barreira de peões é muito reduzida, e também porque os canhões (ver abaixo) saltam para fazer capturas, o que os transforma numa ameaça desde o princípio do jogo. Além disso, enquanto que no xadrez ocidental a batalha se concentra, ao longo da maior parte do jogo, nas casas centrais do tabuleiro, no xiangqi a batalha parece desenrolar-se simultaneamente em todo o tabuleiro. O equilíbrio de ganhos e perdas entre o jogo ofensivo e o defensivo é, portanto, mais óbvio no xadrez chinês.
A complexidade da árvore de jogo do xadrez chinês é de aproximadamente 10150.

## História
O xiangqi é similar ao shogi e ao xadrez e supostamente partilha um ancestral comum com esses dois jogos: o chaturanga, esta teoria é contestado pelo especialista Samuel Howard Sloan. Vale destacar que no passado (pré-1000 a.C.) o nome xiangqi foi aplicado a outros jogos de tabuleiro além do xadrez chinês.
Segundo Samuel Howard Sloan o xadrez original (anterior ao chaturanga) foi criado na China em 204-203 a.C. por Han Xin, um líder militar, embora a maioria dos especialistas ocidentais não aceite essa tese. Há duas referências ao xadrez na antiga literatura chinesa. A primeira foi de uma coleção de poemas conhecida como Chu Chi durante a Dinastia Chou (1046 - 255 a.C.). A segunda é de um famoso livro conhecido como Shuo Yuan. Ambos são bem conhecidos na literatura chinesa.

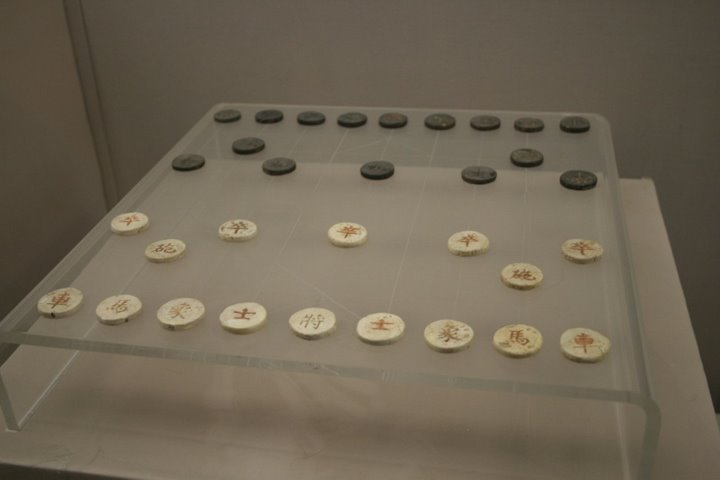
Peças da Dinastia Song

O chaturanga surgiu na Índia em época não anterior ao século VI. Há uma profusão de material literário disponível em sânscrito, indo até 1500 a.C. Se o chaturanga tivesse existido antes do século VI, é quase certo que isso teria sido mencionado em algum lugar. O fato de o xadrez não ser um jogo muito popular entre os habitantes da Índia ainda hoje também é significativo.
O fato de o antigo xadrez chinês também ter uma torre, um rei, um peão e um bispo, todos eles ocupando as mesmas posições iniciais no tabuleiro e com os mesmos movimentos e os mesmos significados que no conhecido antecessor medieval do xadrez moderno, é notável. Em vista da história chinesa de isolacionismo, é improvável que um jogo de origem estrangeira possa ter entrado neste país vindo do exterior e se tornado tão imensamente popular entre os seus habitantes. Em vez disso, seria mais lógico afirmar que ele se originou neste país, se espalhou para a Ásia Central e chegou à Pérsia (atual Irã) em torno do século VII. Sua chegada lá se deu num momento oportuno, pois o islamismo estava em seu início e começava a se expandir para a Índia e a Europa.

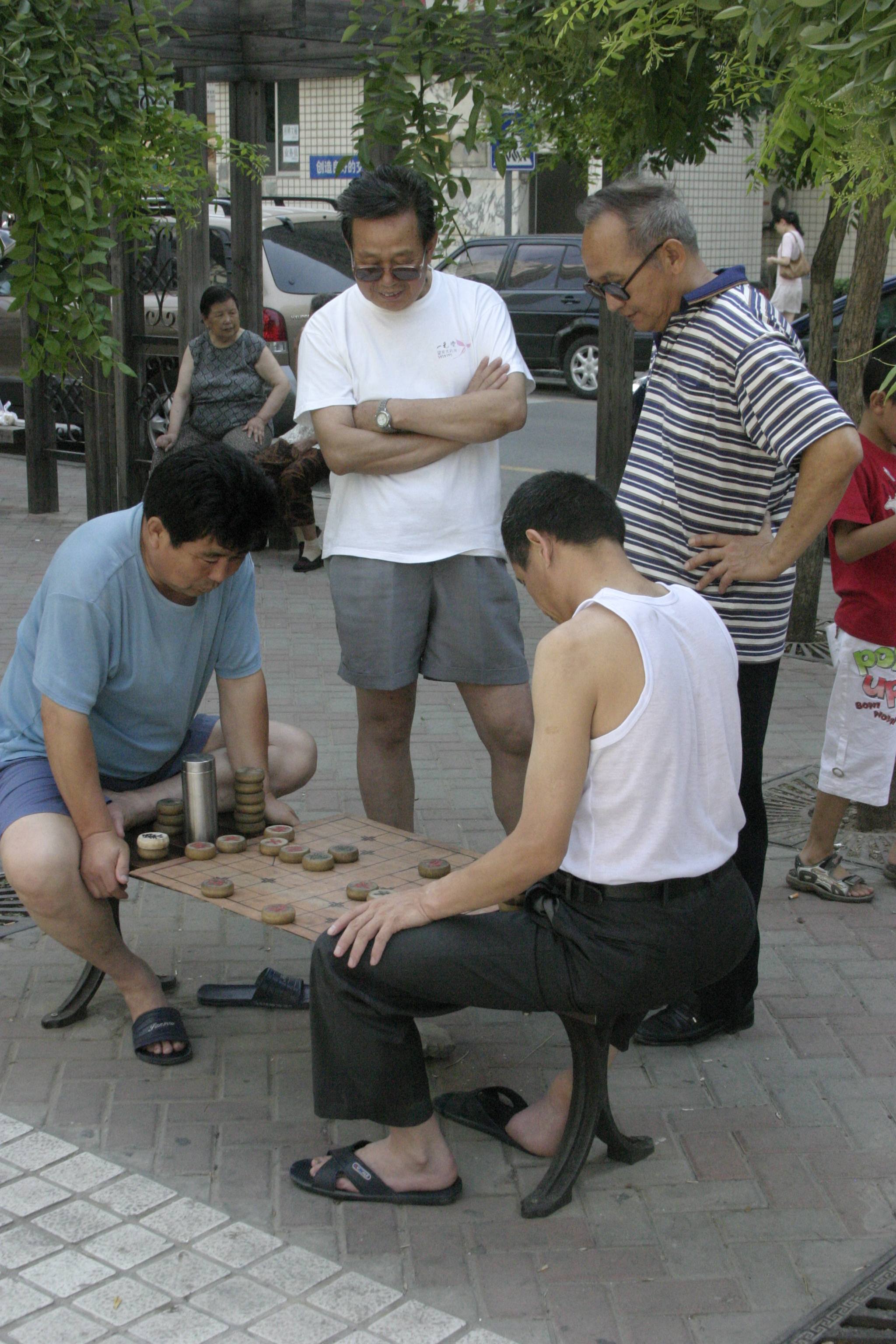
O xiangqi é um passatempo popular na China, sendo muitas vezes jogado nas ruas e em outros ambientes casuais.

Finalmente, o xadrez se espalhou para o ocidente, provavelmente levado de caravana através do deserto de Gobi até o Uzbequistão, onde as mais antigas peças conhecidas, inclusive um elefante "em pé" datado do século II foram encontradas. De lá cruzou o Afeganistão, chegando à Pérsia por volta do século VII. Na época, a Pérsia era a cultura dominante na região. A língua indiana, o hindi, é substancialmente derivado do persa. A história daquela região nos diz que naquele período da história a maior parte das coisas passava da Pérsia para a Índia, e não o contrário. O xadrez também atravessou da Pérsia para a Etiópia, onde uma forma pouco conhecida de xadrez, na qual ambos os lados se movem simultaneamente e o mais rápido possível, ainda é jogada.
O xadrez de origem chinesa também se disseminou em outras regiões da Ásia sujeitas à influência chinesa. Indo para o sul, ele entrou na Birmânia, no Laos, no Vietnã e no Camboja. Dali atingiu a Tailândia e a Malásia e atravessou para a ilha de Java, na Indonésia, onde foram encontrados vestígios do xadrez.
A Coreia desenvolveu uma variante do xiangqi chamada janggi (também escrito changgi, jangki, tjyang keui ou xadrez coreano). Para cada peça, as regras se equiparam às do xadrez chinês salvo indicação em contrário.
Existe uma versão japonesa do xadrez chamado Shogi. As diferenças entre o xadrez chinês e o japonês são tão grandes que os especialistas no Japão não acreditam que ele tenha vindo diretamente da China ou da Índia, ou mesmo da Coreia. Ao contrário, eles supõem que o processo evolucionário demorou muito tempo, talvez até mil anos.

## Tabuleiro e peças
O xiangqi é jogado em um tabuleiro nove por dez. Assim como como no Go (Wéiqí 圍棋), as peças são colocadas nas interseções, também conhecidas como pontos. As linhas verticais são denominadas colunas, enquanto as horizontais são conhecidas como fileiras. 
Ao centro, da primeira a terceira fileira e da oitava a décima fileira, se encontra os palácios ou fortalezas gōngⓘ (宮), caracterizados por terem duas linhas diagonais opostas que se interceptam no centro, formando um X.
Dividindo os dois lados, entre a quinta e sexta fileira, se encontra o rio 河 (hé). O rio é geralmente escrito como 楚河 chǔ héⓘ, que significa Rio Chu; ou 漢界 hàn jièⓘ (em chinês tradicional), significando literalmente Fronteira de Han, em referência a guerra entre os reinos de Chu e Han. Apesar de representar visualmente a divisória entre os dois lados, apenas duas peças são afetadas pelo rio: os soldados tem uma promoção ao atravessa-lo e os elefantes não podem ir além dele. As posições iniciais dos soldados e canhões são geralmente, mas nem toda vez, marcados por pequenas cruzes.
As peças são discos grafados com caracteres chineses, e um lado tem a cor vermelha enquanto o outro é caracterizado pelo cor preta ou azul.

## Peças

### O General
Os generais são identificados pelo carácter chinês (帥 shuài) no lado vermelho e (將 jiàng) no lado azul. Eles são na verdade generais militares, embora sejam equivalentes ao rei no xadrez. Diz a lenda que um imperador executou dois jogadores por estes terem matado ou capturado a peça imperador. Os jogadores passaram então a chamar a essa peça de general.
O general começa o jogo dentro do palácio, na intersecção central do lado inferior. O general pode mover-se vertical ou horizontalmente (mas nunca na diagonal) e quando é capturado, o jogo termina. O general nunca pode deixar o palácio. Um jogador não pode fazer nenhuma jogada que deixe os dois generais frente à frente na mesma linha sem intervenção de outras peças. Esta é uma característica muito importante do jogo, uma vez que o general costuma ajudar a fazer o xeque-mate, especialmente quando muitas das outras peças já foram trocadas. A razão dessa regra é que o general não pode revelar sua posição ao líder inimigo.

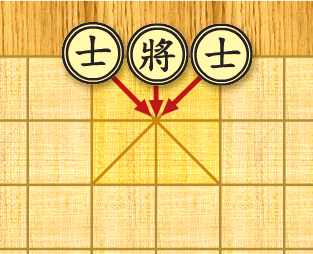
Movimentos dos guardas e do General.

### O Guarda
As peças são identificadas pelo carácter (仕 shì) para as vermelhas e (士 shì) para as azuis. Representam oficiais civis do governo: membros do conselho servindo o comandante-em-chefe. São chamadas de guardas mas também podem receber a denominação de assistentes ou mandarins.
Os guardas são colocados à esquerda e à direita do general. Estas são as peças mais fracas porque apenas se podem mover uma casa na diagonal e não podem sair do palácio; são no entanto preciosas na proteção do general.

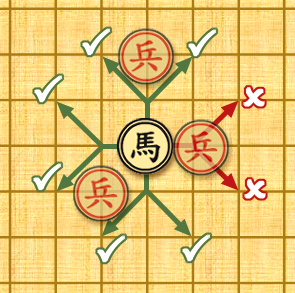
O cavalo no xiangqi não é capaz de pular. No caso da imagem, por causa dessa limitação, o cavalo é obstruído por um dos peões.

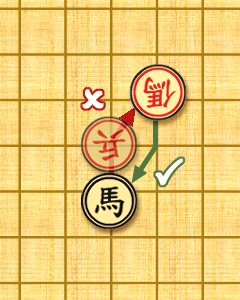
O cavalo vermelho é capaz de capturar o cavalo negro por que nada bloqueia seu caminho, porém esse não pode fazer tal movimento pois o peão vermelho o impede.

### O Ministro / Elefante
Na verdade, denomina-se ministro (相 xiàng) à peça vermelha e elefante (象 xiàng) à azul. Estas peças estão localizadas uma à esquerda do guarda da esquerda e a outra à direita do guarda da direita. Movem-se exatamente duas casas na diagonal, e não podem pular as peças que estiverem no caminho. Seu propósito é estritamente defensivo, uma vez que não podem atravessar o rio.
Os ideogramas para ministro e elefante são diferentes porém homófonos, e ambos significam aparência ou imagem.

### O Cavalo
Identificada pelo carácter (馬 mǎ) ou (马 mǎ) tanto para o vermelho como para o azul, esta peça é semelhante ao cavalo do xadrez internacional. Importa notar que o cavalo chinês se move uma casa na horizontal ou na vertical e depois um ponto na diagonal afastando-se da posição inicial, porque não pode saltar sobre outras peças como o cavalo do xadrez internacional.

### O Carro/Carroça/Biga
O carro utiliza o carácter (車 jū) ou (车 jū) tanto para o vermelho como para o azul. Como a torre do xadrez internacional, o carro desloca-se e toma peças numa linha reta horizontal ou vertical. Os dois carros começam o jogo nos cantos do tabuleiro.

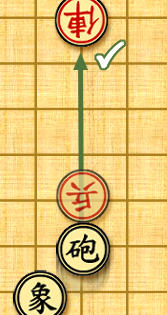
O canhão precisa de uma peça que se encontre entre ele e a peça alvo para realizar a captura.

### O Canhão
O canhão é identificado pelo carácter (炮 pào) para o vermelho e (砲 bào) para o azul.
Cada jogador tem dois canhões. Eles são colocados na fila atrás dos peões, e à frente dos cavalos. Os canhões movem-se exactamente como os carros, mas tomar peças com um canhão é mais complicado. Para capturar uma peça, deverá existir exactamente uma peça (amiga ou inimiga) entre o canhão e a peça a ser tomada; o canhão move-se então para essa posição e captura a peça. São poderosos no início do jogo quando existem muitas "barreiras", mas conforme o jogo prossegue e uma quantidade menor de peças restam, rapidamente tornam-se mais limitados. 

### O Soldado / Bandido
A peça vermelha é chamada de soldado (兵 bīng), e a azul de bandido (卒 zú).
Cada jogador tem cinco soldados (ou bandidos). São colocados em posições alternadas, uma fila atrás do limite do rio. Movem-se e capturam em frente (contrariamente aos peões do xadrez internacional). Tendo cruzado o rio, podem igualmente mover-se ou capturar na horizontal.
Quando atingem o limite oposto do tabuleiro não são promovidos, como no xadrez internacional, mas limitam-se a mover-se para os lados.

## Valor relativo das peças
| Peça                               | Ponto(s) |
| Soldado antes de atravessar o rio  | 1        |
| Soldado depois de atravessar o rio | 2        |
| Guarda                             | 2        |
| Ministro/Elefante                  | 2        |
| Cavalo                             | 4        |
| Canhão                             | 4½       |
| Carroça/Carro                      | 9        |

Os valores relativos não levam em conta a posição das peças, as posições das outras peças no tabuleiro ou ainda quantas peças restam. 

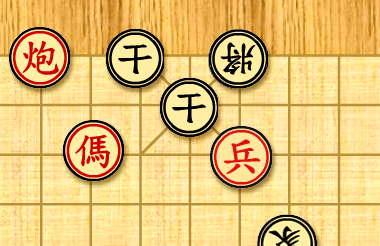
Situação de xeque-mate onde o general preto não consegue fugir da ameaça de duas peças vermelhas: o canhão e o soldado. O cavalo não participa ativamente do xeque-mate.

## Final da partida
Uma partida é terminada quando ocorre o xeque-mate ou a desistência de um dos jogadores. Em partidas cronometradas, se alguém esgotar o tempo também ocorre a derrota deste. 
O jogo considera-se afogado quando não existem jogadas possíveis. No entanto, contrariamente ao xadrez internacional, o jogador que não tem jogadas legais perde.